# Loranthus lambertianus
Loranthus lambertianus là một loài thực vật có hoa trong họ Loranthaceae. Loài này được Schult. f. mô tả khoa học đầu tiên năm 1829.